# Ranulpho Prata

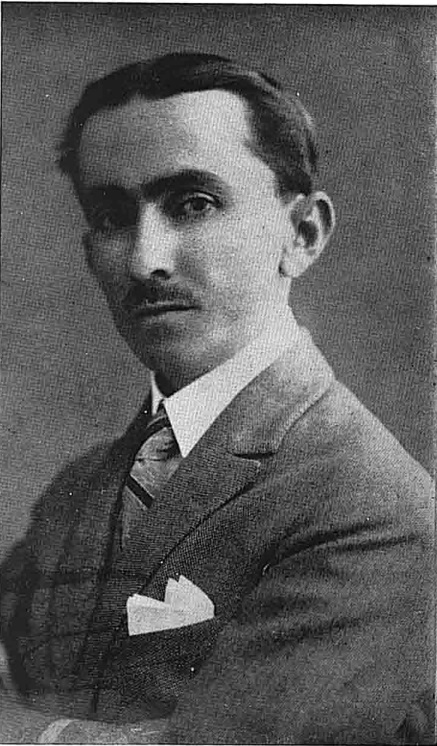
Dr. Ranulpho Prata

Ranulpho Hora Prata (Lagarto, 4 de abril de 1896 — São Paulo, 24 de dezembro de 1942) foi um escritor e médico sergipano, notável por sua contribuição na literatura brasileira, além da medicina.

### Biografia
Nasceu em 4 de maio de 1896, em Lagarto, em Sergipe, filho do Coronel Felisberto da Rocha Prata e Dona Ana de Vasconcelos Hora (Ana Hora Prata). 
Após o ginásio em Salvador, ingressou na Faculdade de Medicina da Bahia, onde estudou até o quarto ano. De 1918 a 1919, foi interno do Hospital Central do Exército, no Rio de Janeiro, para onde transferiu o curso, que concluiu em 1919, defendendo a tese "Do Riso". Em janeiro de 1920 recebeu o grau de doutor em Medicina pela Faculdade de Medicina do Rio de Janeiro. 
Formado médico, reside de 1921 a 1924 em Mirassol, interior de São Paulo.
Enquanto médico no interior de São Paulo, em Mirassol, casou-se com Dona Maria da Glória Prata em 1923. Tiveram um filho, Paulo Prata, que também se tornaria médico, fundador, junto com a esposa, Dra. Scylla Duarte Prata, do Hospital Amor (antes denominado Hospital de Câncer de Barretos), e pai do filantropo Henrique Prata, presidente atual do Hospital.
Acometido de abscesso pulmonar é internado na Casa de Saúde São Sebastião, no Rio de Janeiro. Reassume sua atividade profissional no Rio de Janeiro em 1924, por curto período, após se recuperar da doença. 
Em 1925, ano muda-se para Aracaju, onde implanta o serviço de radiologia do Hospital de Cirurgia. Em 1927, transfere-se para Santos, trabalhando como radiologista na Santa Casa de Misericórdia de Santos. Residiria nessa cidade até seu falecimento aos 46 anos, em 24/12/1942, vitimado por tuberculose e hemorragia intestinal.
Além de sua carreira médica, Prata foi um prolífico escritor e contista. Em 1916, ficou em primeiro lugar em concurso promovido pelo jornal A Tarde (Salvador), com o conto “O Tropeiro”, publicado na edição de 20 de maio.
Seus romances e contos frequentemente exploravam temas sociais, como a vida dos pobres e o papel dos médicos na sociedade. Entre suas obras destacam-se "O Tropeiro" (1916), "O Triunfo" (1918), "Dentro da Vida" (1922), "A Longa Estrada" (1925), "O Lírio na Torrente" (1926), "Lampião" (1934), e "Navios Iluminados" (1937), sendo esta última a mais conhecida.
Ranulpho Prata também manteve uma amizade com o escritor Lima Barreto, com quem trocou correspondências que evidenciam uma preocupação comum com as questões sociais do Brasil. É patrono da cadeira sete da Academia Sergipana de Letras e da cadeira vinte e três da Academia Santista de Letras.
Sua vida e obra refletem a interseção entre a literatura e a medicina, demonstrando um compromisso contínuo com as questões sociais e humanitárias através de suas diversas atividades profissionais e criativas.
Em 1930, torna-se titular da Cadeira nº 7 da Academia Sergipana de Letras, tendo como patrono Manuel Curvelo de Mendonça, e posteriormente, torna-se membro da Academia Santista de Letras.

### Obras
- O Tropeiro, 1916[13]
- O Triunfo, 1918[14]
- Dentro da vida: narrativa de um médico de aldeia, 1922[15]
- A Longa Estrada (Contos), 1925[16]
- O Lírio na Torrente, 1926[17]
- Lampião, 1934[18]
- Navios Iluminados (Romance), 1937[19]